# سيبيريا (لعبة فيديو)
سيبيريا (بالإنجليزية: Cyberia)‏، هي لعبة فيديو أمريكية من نوع حركة ومغامرات، وهي من تطوير إكستريكس إنترتنمنت، ومن نشر إنتربلاي إنترتينمينت، صدرت اللعبة في الأسواق سنة 1994، وتعمل على المنصات التالية: إم إس-دوس وبلاي ستيشن وسيغا ساترن و3 دي أو، تمت إعادة إصدار اللعبة الأصلية على منصة ستيم لنظام التشغيل ويندوز.